# Дивљи дјечаци 4: Напад сребрне свјетлости
Дивљи дјечаци 4: Напад сребрне свјетлости је њемачки филм из 2007, снимљен према књигама Јоахима Масанека.

## Кратак садржај
Племе Дивљих дјечака се мора суочити с Вуковима, јаким тимом који је освојио фудбалски куп у слободном стилу, а који крију једну велику тајну. Вукови су се прије годину дана сукобили с једном дјевојком и њеним тимом, Сребрном свјетлошћу. Ерик, вођа Вукова, супротставио јој се са својим старијим братом, Јаромиром. Марлон се заљубљује у Хоризонт (тако је он назвао), а такође и Леон. Одлучују да оду код ње, али Ерик их упозорава да ако изгубе против њих казна ће бити неизбрисива: тетоважа на грудима у облику крста, која каже: „губитник и издајник“. У међувремену, Макси и Ванеса се заљубљују. Касније уз помоћ Клете дивљи дјечаци побјеђују Хоризонт, која им се придружује јер је заљубљена у Нерва.

## Улоге
| Глумац | Улога |
| --- | ----- |
| \| Охзенкнехт: Леон - Сара Ким Грис: Ванеса - Рабан Белинг: Рабан - Вилсон Гонзалез Охзенкнехт: Марлон - Ник Ромео Рајман: Нерв - Марлон Везел: Макси - Кевин Ијанота: Јошка - Леон Везел-Мазанек: Маркус - Јанина Фауц: Клета - Ана Милмајер: Хоризонт - Уве Охзенкнехт: Максијев отац - Награде младим глумцима () 2008: - Џими Блу Охзенкнехт је номинован за најбољу улогу у међународним филмовима - Филм је номинован за најбољи међународни филм - Дивљи дјечаци 1 - Дивљи дјечаци 2 - Дивљи дјечаци 3: Напад звјерских звјери - Дивљи дјечаци 4: Напад сребрне свјетлости - Дивљи дјечаци 5: Иза хоризонта - Званична презентација |       |